# Kloster St. Koloman

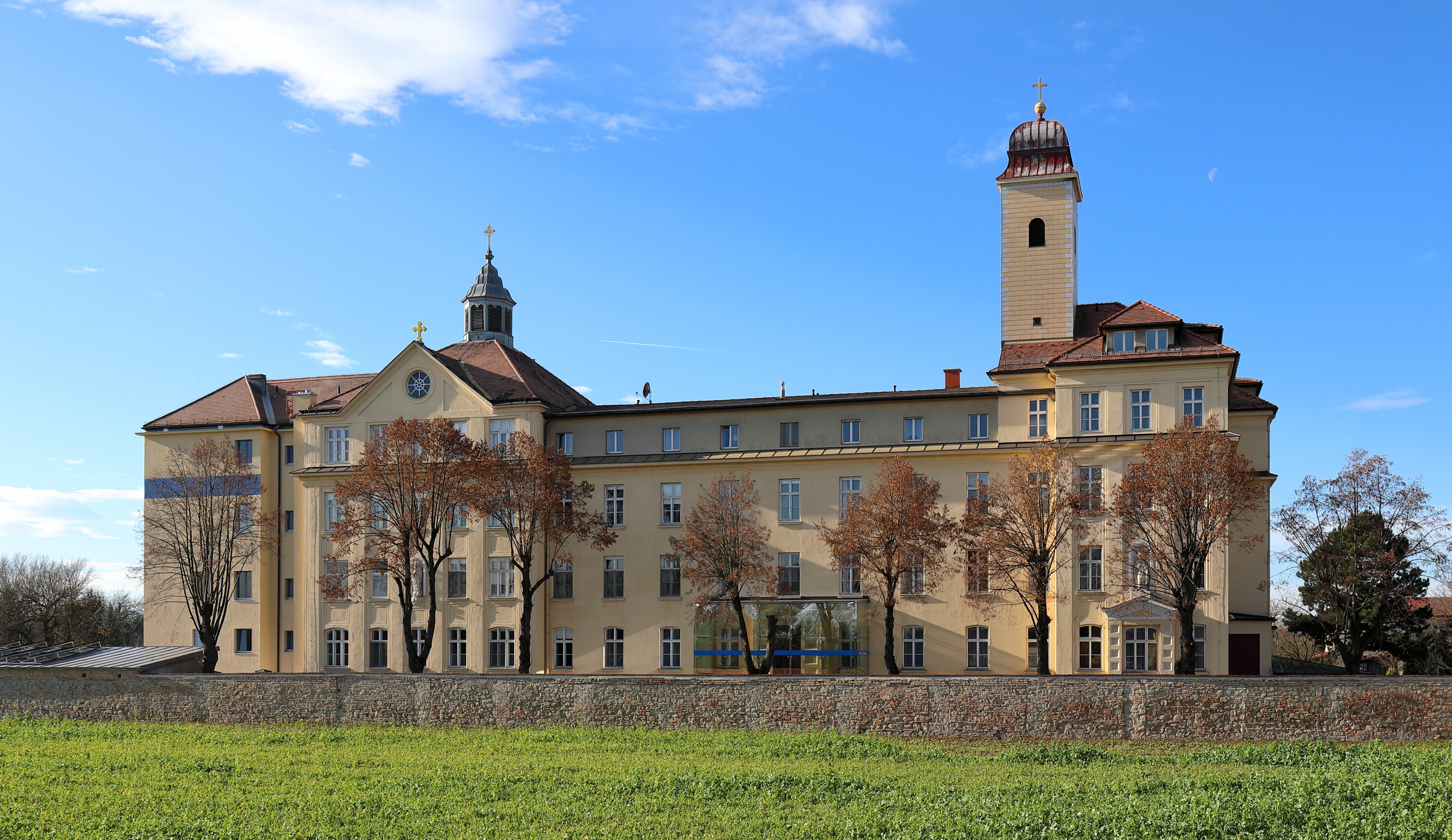
Ostansicht des Klosters

Das Kloster St. Koloman ist das Provinzhaus der Steyler Missionsschwestern in der niederösterreichischen Stadt Stockerau in der Hornerstraße 75.

## Geschichte
An der Stelle in Stockerau, wo man den hl. Koloman hingerichtet hatte, wurde zunächst eine Kapelle erbaut und im 15. Jahrhundert zu einer Kirche erweitert. 1643 errichteten die Franziskaner ein Kloster, das 1784 von Kaiser Joseph II. aufgehoben wurde. Danach wechselte das Gebäude mehrmals seine Besitzer. 
1912 wurde es von den Steyler Missionsschwestern erworben und wieder als Kloster verwendet. Im selben Jahr begann man mit einem Neubau, nach den Plänen des Architekten Bruno Buchwieser senior, der am 23. November 1913 eingeweiht wurde. Von 1936 bis 1937 wurde das Kloster wieder mit Buchwieser um einen Nordtrakt erweitert sowie eine neue Klosterkirche errichtet und 1978 erfolgte südseitig ein viergeschoßiger Zubau.
Im Rahmen eines Klostersturms enteigneten die Nationalsozialisten 1940 die Schwestern und verwendeten das Haus als Umsiedlerlager und Zentrale der Gauleitung. 1945 richtete die Rote Armee im Altbau ein Lazarett ein, den Neubau konnten die Steyler Missionsschwestern wieder als Kloster verwenden. Am 9. August 1946 wurde das gesamte Kloster dem Orden zurückgegeben.

## Betrieb
Heute betreiben die Steyler Missionsschwestern in Stockerau neben Provinzleitung und Missionsprokur:
- Bildungseinrichtungen:
  - Dreijährige Fachschule für Sozialberufe
  - Einjährige Wirtschaftsfachschule
- sowie:
- Begegnungsstätte, mit Exerzitien, Einkehrtagen, geistliche Begleitung
- Berufungspastoral und MissionarIn auf Zeit (MaZ)